# Укропная вода
Укропная вода — традиционный лекарственный препарат для улучшения пищеварения.

## Состав
В 1000 частей кипячёной воды растворяют 1 часть эфирного масла, полученного перегонкой измельчённых плодов сладкого фенхеля (т. н. «укропное масло» — фенхельное эфирное масло).
Позже была рекомендована другая пропись:
Вода укропная 0,005% (энергично смешивают масла фенхелевого 0,05 г, воды очищенной — до 1 литра. Готовится в асептических условиях). Срок хранения 30 суток («Методические указания по приготовлению и контролю качества воды мяты перечной и укропной» от 10.07.89 г, ВО Союзфармация).
Близкий продукт с тем же названием многие готовят дома, заваривая укропное семя кипятком (согласно инструкции на упаковке). Однако этот продукт имеет несколько иной состав, реже применяется и менее стандартизован.
Почти аналогично используют укропный чай (1 столовая ложка мелко порезанной зелени на 1/2 стакана кипятка).
Укропная вода также входит в рецептуру капель датского короля.
Впервые стала продаваться в аптеках Англии в 1851 году, разработанная английским фармацевтом Уильямом Вудвордом под названием Gripe Water. Первоначально содержала 3.6% алкоголя, укропное масло, соду, сахар и воду. В 1876 году была зарегистрирована как товарный знак и получила широкое распространение на фармацевтических рынках США и Европы.

## Применение
Используется как ветрогонное, при метеоризме, особенно у маленьких детей.
Дозировка: 1 столовая ложка 5-6 раз в день для улучшения функции кишечника, уменьшения метеоризма, применять рекомендуется после еды. Облегчение обычно наступает через 15-20 минут.